# Stella Johnson (fotógrafa)
Stella Johnson (nascida em 1953) é uma fotógrafa americana.
O seu trabalho está incluído na colecção do Museu de Belas Artes de Houston, e no Museu de Arte de Portland.